# Хендрикс, Аманда
Аманда Р. Хендрикс (1968) — американский ученый-планетолог. Известна своими новаторскими исследованиями тел Солнечной системы в ультрафиолетовом диапазоне. Старший научный сотрудник Института планетарных наук. Участвовала в исследованиях по программам «Кассини» и «Галилео» . Является участником программы LAMP Лунного орбитального зонда и главным научным сотрудником программы «Хаббл».
В течение 12 лет работала в лаборатории реактивного движения в группе исследования комет и астероидов. Была заместителем научного руководителя проекта Кассини-Гюйгенс (2010—2012).
Была финалистом отбора в группу астронавтов НАСА в 2000 году.
Имеет степень бакалавра в области авиационной техники политехнического университета шт. Калифорния и степени магистра и PhD аэрокосмических наук Университета Колорадо Боулдер.

## Достижения
Читала лекцию фон-Кармана по теме Энцелада (малоизученный спутник Сатурна): «Enceladus: The newest wrinkle from Saturn’s tiger-striped moon» (Пасадена, 2008) и кеплеровскую лекцию по теме «Исследования Луны: от эпохи Аполлона в будущее» («Lunar Exploration: From the Apollo Era to the Future», колледж Mт. Сан-Антонио, 2013. Принимала участие в программе The Universe на канале History Channel и программе Как устроена Вселенная канала Discovery.
Преподавала студентам и аспирантам в политехническом университете шт. Калифорния, колледже Mт. Сан-Антонио и университете Колорадо, Боулдер.